# 张春秋
张春秋（1926年—2015年5月18日），中国京剧表演艺术家。1954年被梅兰芳收为弟子。代表作品为《红云岗》中的“红嫂”，获得毛泽东等领导人称赞。